# پل لنگلوئیس در ارل
پل لنگلوئیس در ارل عنوان سوژه‌ای است برای چهار نقاشی رنگ روغن، یک نقاشی آبرنگ و چهار طراحی از نقاش هلندی ونسان ون گوگ. این آثار در سال ۱۸۸۸ میلادی و هنگامی که ونسان ونگوگ در جنوب فرانسه در شهر ارل بود، خلق گردید.

## نگارخانه

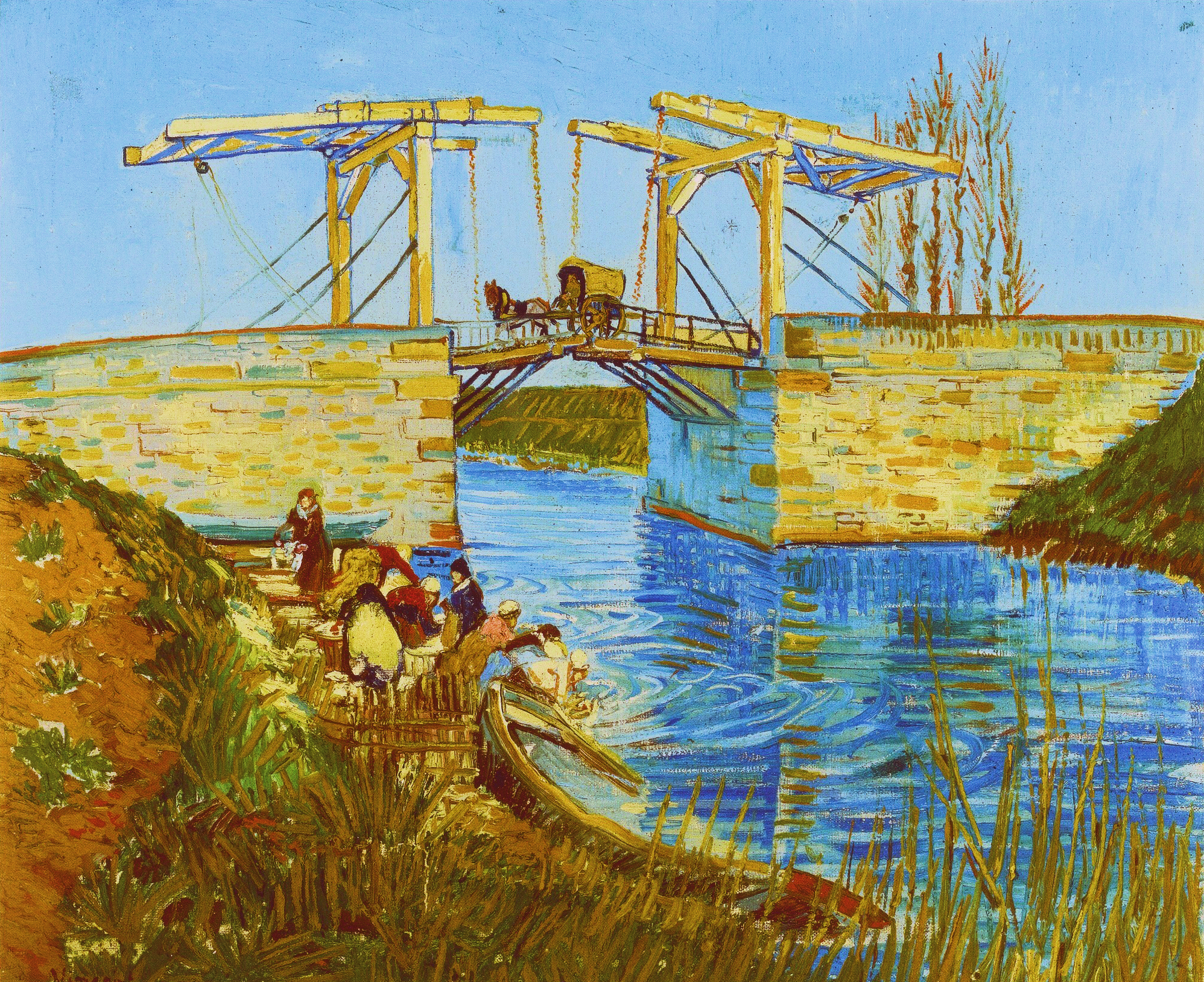
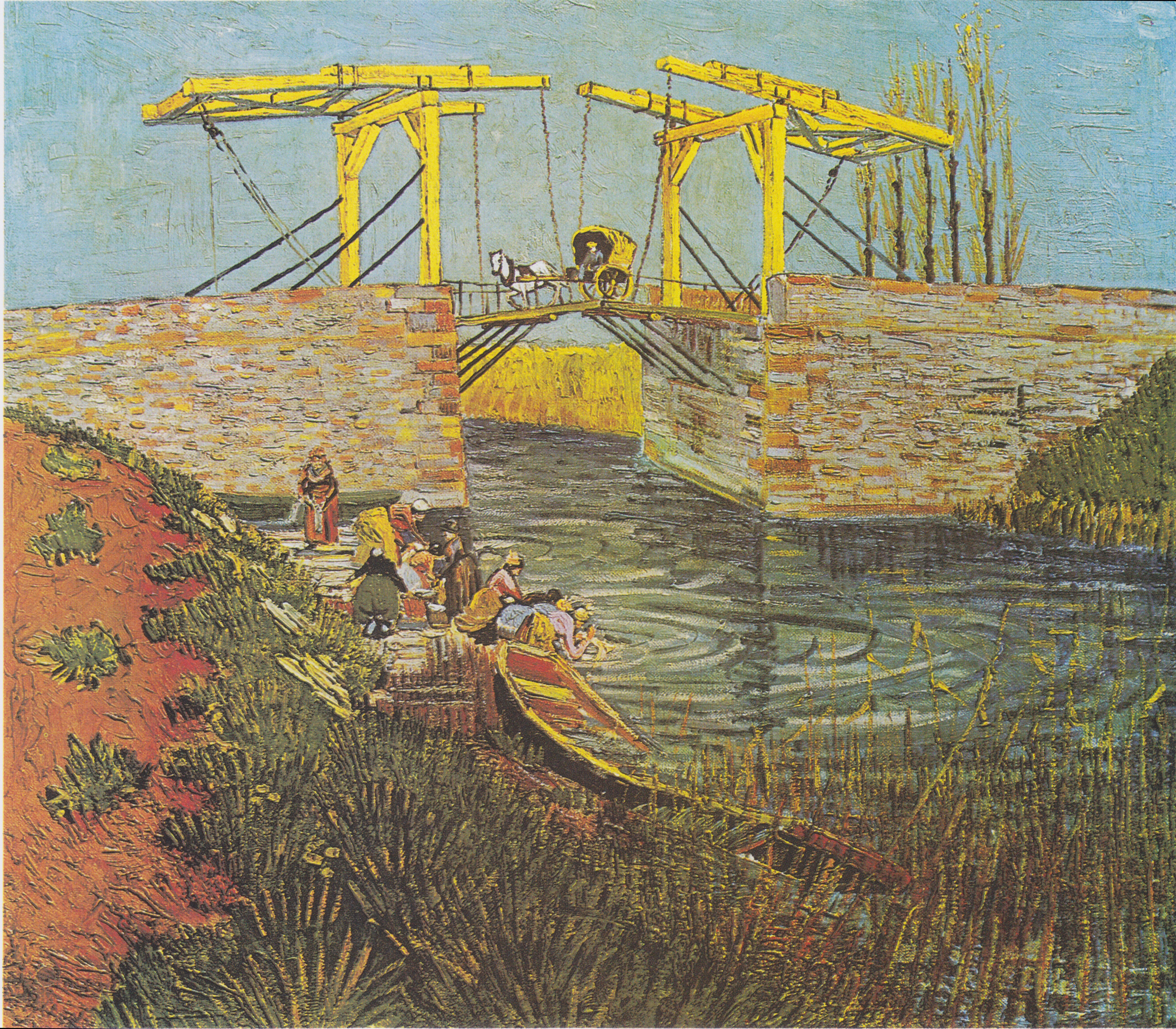
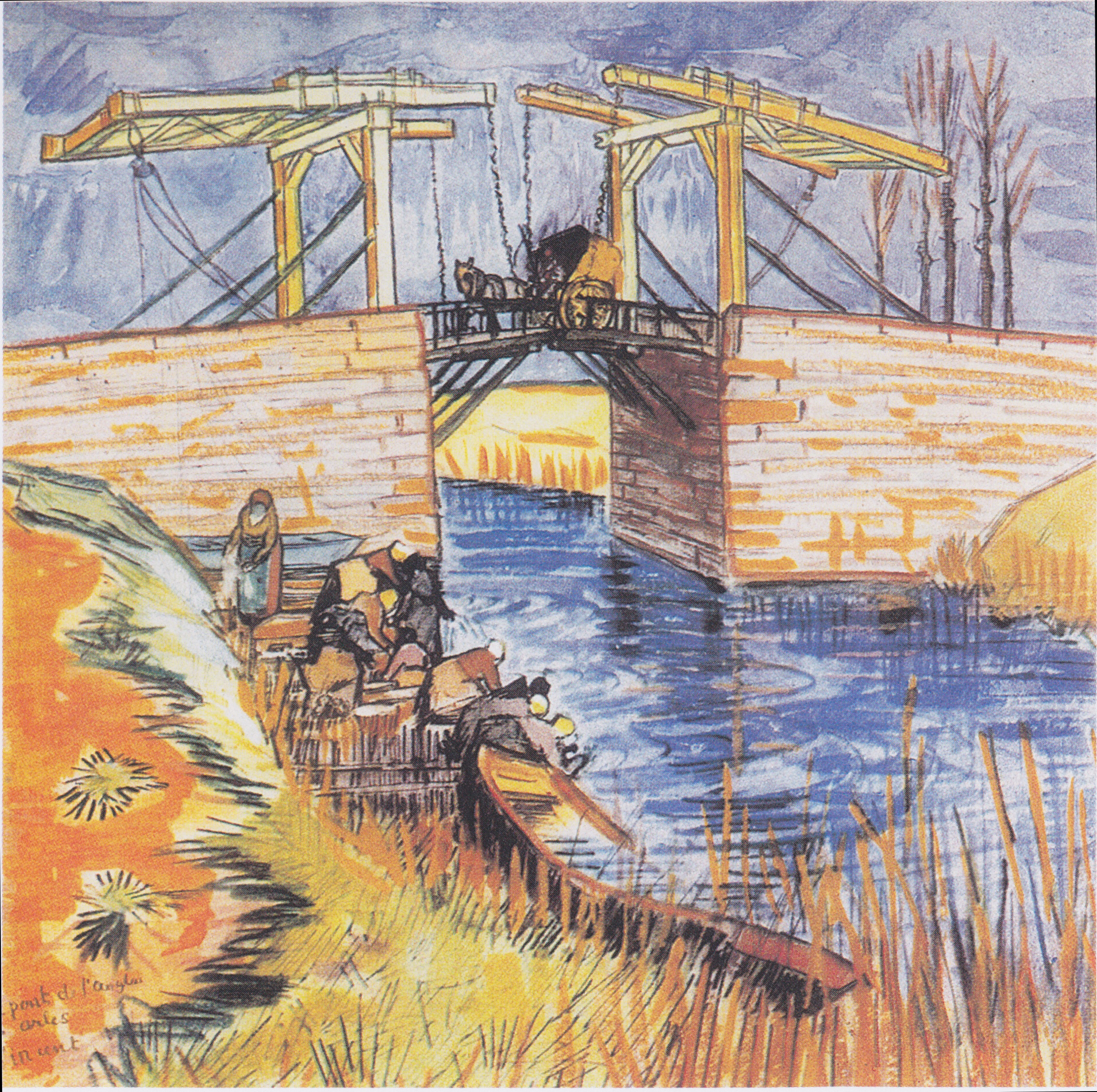